# 弁天岬 (函館市)
弁天岬（べんてんみさき）は、北海道函館市の北東部に位置し、旧茅部郡南茅部町域にある岬である。
函館市の旧市域にある弁天台場とは直接の関係は無い。

## 周辺
- 南かやべ漁港
- 北海道大学水産実験場
- FMいるか南茅部中継局（詳細は、下記に記述する。）
- (有)臼尻石油商会 臼尻SS（出光石油）
- 国道278号（恵山街道）
- 臼尻郵便局
- 臼尻会館
- 函館市立臼尻小学校

## 放送送信施設
- 当岬にはコミュニティ放送局であるFMいるかの南茅部中継局が置かれている。

| 周波数  | 放送局名 | 空中線電力 | ERP | 放送対象地域 | 放送区域内世帯数 | 開局日       |
| ------- | -------- | ---------- | --- | ------------ | ---------------- | ------------ |
| 80.7MHz | FMいるか | 20W        | 32W | 函館市       | 1355世帯         | 2005年8月1日 |

- 置局住所は、函館市臼尻町。